# トランシリアンL線
L線（エルせん、フランス語: Ligne L）は、フランス国鉄（SNCF）によって運営されているフランスの首都パリとその大都市圏（イル＝ド＝フランス地域圏）で運行されているトランシリアンの路線である。パリ市内西部のパリ＝サン＝ラザール駅から、パリ近郊北部のセルジー＝ル＝オー駅、サン＝ノン＝ラ＝ブレテッシュ＝フォレ・ド・マルリー駅、ヴェルサイユ＝リヴ＝ドロワット駅までを東西に結ぶ。1837年に開業。

## 概要
パリのサン＝ラザール駅からセルジー、レタン＝ラ＝ヴィル、ヴェルサイユを結ぶ。
路線の全域がイル＝ド＝フランス地域圏にあり、イル＝ド＝フランス・モビリテ（IdFM）の単独管轄下にある。

L線の路線図